# Anker Engelund
Anker Dolleris Engelund, född 30 maj 1889 i Randers, död 6 juni 1961 i Köpenhamn, var en dansk väg- och vattenbyggnadsingenjör. 
Engelund växte upp i Köpenhamn och Ålborg och utbildade sig till civilingenjör vid Polyteknisk Læreanstalt i Köpenhamn, varefter han anställdes vid DSB. År 1928 blev han professor i byggnadsstatik vid nämnda läroanstalt och var dess rektor 1941-59. 
Engelund projekterade många av sin tids kända broar i Danmark, bland annat Kong Christian den X's Bro (1930), Storstrømsbroen (1937), Vilsundbroen (1939), Dronning Alexandrines Bro (1943) och Munkholmbroen (1952). Han uppgjorde även skisser till broar som (i förändrad form) uppfördes först efter hans död. 
Då byggverksamheten under den tyska ockupationen delvis upphörde, blev han rektor för Polyteknisk Læreanstalt. Under hans ledning skedde under 1950-talet dess utflyttning till större och moderna lokaler i Kongens Lyngby, det nuvarande Danmarks Tekniske Universitet, på vars campus huvudgatan fått namnet Anker Engelunds Vej. Han invaldes 1935 som utländsk ledamot av Ingenjörsvetenskapsakademien och blev 1943 utländsk ledamot av Vetenskapsakademien i Stockholm. Han promoverades 1949 till hedersdoktor vid Kungliga Tekniska högskolan och 1951 vid Chalmers tekniska högskola.